# Бастион (береговой ракетный комплекс)
«Бастион» (индекс ГРАУ 3К55, по кодификации НАТО: SSC-5 «Stooge» (рус. «марионетка») — береговой ракетный комплекс с противокорабельной ракетой П-800 «Оникс» / «Яхонт».

## Назначение
Предназначен для поражения надводных кораблей различных классов и типов из состава десантных соединений, конвоев, корабельных и авианосных ударных групп, а также одиночных кораблей и наземных радиоконтрастных целей в условиях интенсивного огневого и радиоэлектронного противодействия.
БРПК «Бастион» является одним из носителей ракеты «Оникс», которая, в свою очередь, наравне с ракетными комплексами «Калибр» и Х-35 «Уран» и перспективной гиперзвуковой противокорабельной ракетой «Циркон», является основным противокорабельным ракетным оружием в Вооружённых силах России.

## Модификации
- «Бастион-П» (индекс К300П) — подвижный вариант комплекса на шасси МЗКТ-7930[2].
- «Бастион-С» (индекс К300С) — стационарный вариант комплекса в шахтном размещении[3].

## Состав комплекса «Бастион-П»

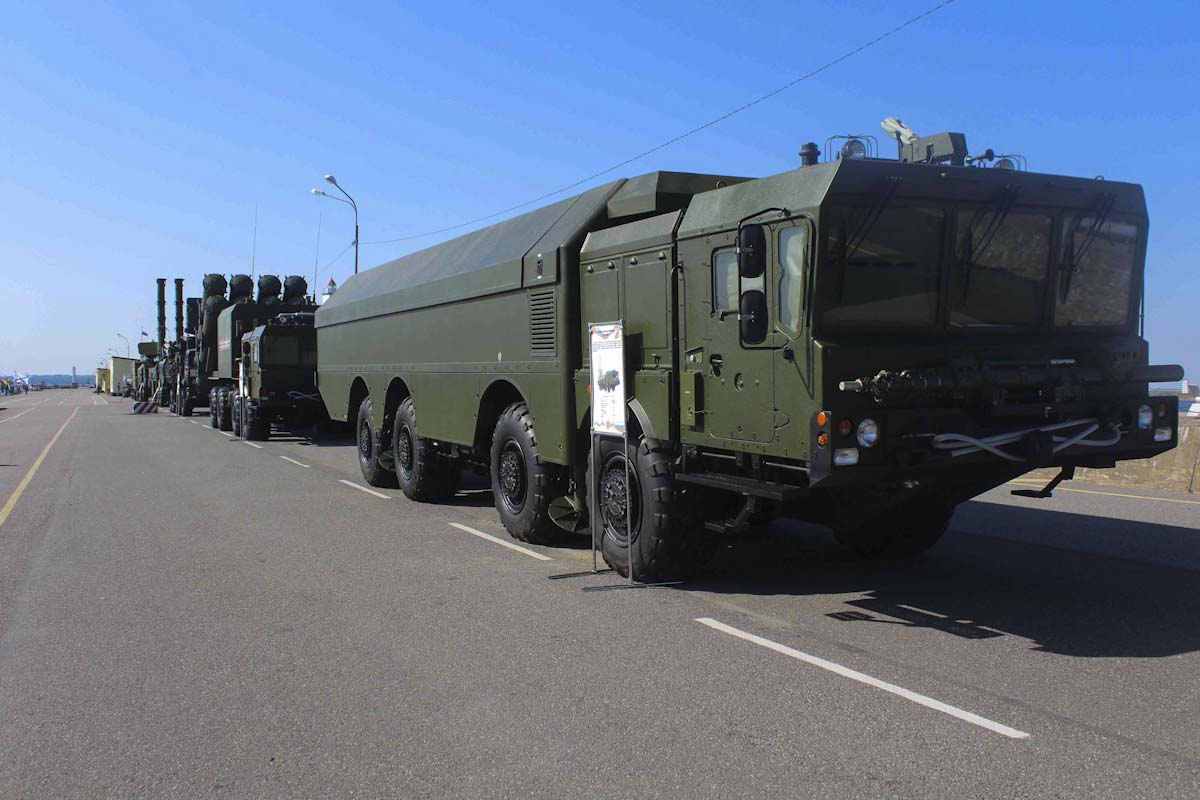
СПУ в Кронштадте на открытии военно-технического форума «Армия-2018» Западного военного округа

- ПКР K-310 «Яхонт» в транспортно-пусковом контейнере
- Самоходные пусковые установки (СПУ К340П) на шасси МЗКТ-7930 (экипаж 3 чел.)[4]
- Машина боевого управления (МБУ К380П) на шасси КамАЗ-43101 (экипаж 4 чел.) или МЗКТ-65273 (экипаж 4 чел.)
- Аппаратура информационно-технического сопряжения боевых средств ПБРК с головным командным пунктом
- Автоматизированная система боевого управления (АСБУ) ПБРК
- Комплекс средств технического обслуживания (КСТО)
- Транспортно-заряжающие машины (ТЗМ К342П)
- Машины обеспечения боевого дежурства (МОБД)
- Учебно-тренировочный комплекс (УТК)
- Вертолётный комплекс целеуказания (ВКЦ)

Комплекс может комплектоваться самоходной загоризонтной РЛС обнаружения воздушных и надводных целей «Монолит-Б»
Стандартный состав дивизиона К-300 «Бастион-П»:
- 4 самоходные пусковые установки К-340П с двумя транспортно-пусковыми стаканами для ракет «Яхонт» (экипаж 3 человека)
- 1-2 машины боевого управления (АСБУ) ПБРК (экипаж 5 человек)
- 1 машина обеспечения боевого дежурства (МОБД)
- 4 транспортно-заряжающие машины (ТЗМ К342П)

## Технические характеристики «Бастион-П»
- Максимальный боекомплект комплекса — 24 ПКР (12 СПУ по 2 ПКР)
- Интервал старта КР при залповой стрельбе из одной СПУ — 2,5 с
- Время приведения комплекса в боевую готовность из походного положения — менее 5 мин
- Время автономного боевого дежурства без вспомогательных средств — 24 часа (30 суток с МОБД)
- Защита побережья — протяжённостью более 600 км от десантных операций противника
- Назначенный срок службы — 10 лет

## Эксплуатация

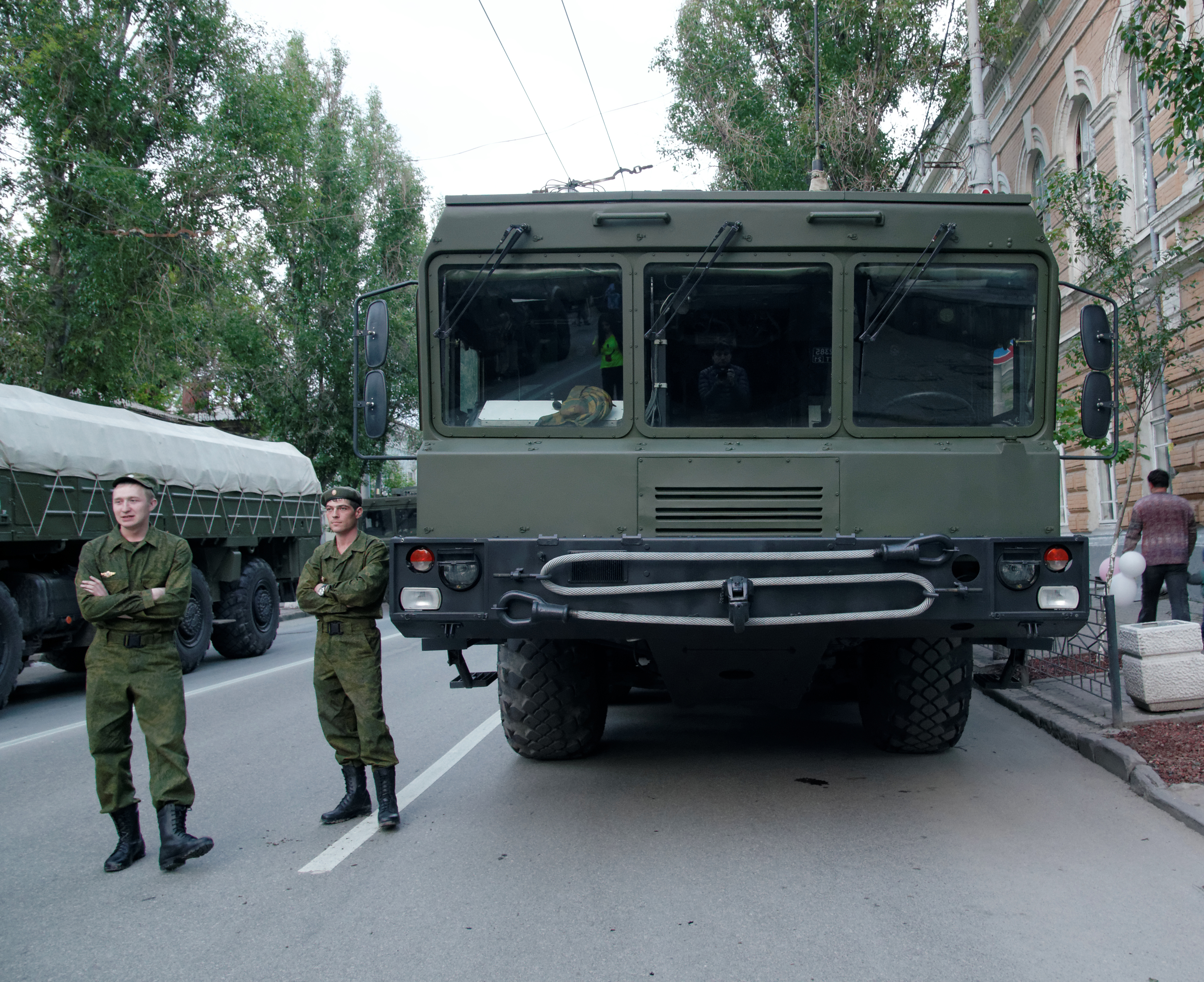
Подвижный ракетный комплекс «Бастион», Ростов-на-Дону

9 мая 2014 года на военном параде в День Победы впервые в Ростове-на-Дону были представлены современные образцы вооружения военно-морских объединений Южного военного округа. По Театральной площади в составе механизированной колонны парадного расчёта прошли подвижный ракетный комплекс «Бастион» и артиллерийская система «Берег». Также береговые подвижные ракетные комплексы «Бастион» и «Бал» участвовали в параде в Севастополе 9.5.2014.
9 сентября в ходе плановой отработки задач боевой подготовки береговые ракетные части, вооружённые комплексом «Бастион», выполнили ракетные стрельбы по морским целям и успешно уничтожили учебную цель на расстоянии более 90 км в центральной части Чёрного моря.
15 марта 2015 года стало известно, что в марте 2014 года, во время аннексии Крыма, Россия развернула на полуострове несколько комплексов «Бастион».

## Боевое применение
15 ноября 2016 года в ходе нанесения ударов по объектам в Сирии был произведён пуск ракет «Оникс» комплекса «Бастион» по целям на суше. Данное событие является как первым случаем использования комплекса в условиях реальных боевых действий вообще, так и первым широко известным случаем применения комплекса по наземным целям.
Используется для ударов по наземным целям в ходе вторжения России на Украину. Анализируя применение на Украине эксперты отмечают что возможности самонаведения противокорабельных ракет с радиолокационным наведением не оптимизированы для ударов по наземным целям и обеспечивают меньшую точность по сравнению со специализированными оружием, кроме того ракета может нацеливаться на неверную цель приводя к сопутствующему ущербу

## Эксплуатанты
В 2016 году будут поставлены в береговые войска ВМФ Российской Федерации ещё пять комплексов «Бастион-П». Первый стационарный противокорабельный БРК «Бастион-С» шахтного базирования (до 36 ракет 3М55) будет развёрнут в Крыму до 2020 года. В состав комплекса могут войти беспилотные летательные аппараты и подводные гидроакустические станции. Полное перевооружение на комплексы «Бастион-П» запланировано с 2017 года по 2021 год. В 2019 году на вооружение ВМФ России поступило 3 дивизиона (12 ПУ) комплекса «Бастион».
- Россия: 56 единиц по состоянию на 2022 год[20]:
  - ЧФ РФ[21] — в составе 11-й бригады береговых артиллерийских войск (посёлок Уташ)(12 ПУ), в составе 15-й бригады береговых артиллерийских войск (Севастополь)[22](12 ПУ)[23]. С октября 2016 года один дивизион(4 ПУ) был переброшен в Сирию[24].
  - ТОФ РФ — в составе 75-й ракетной бригады на Курильских островах (острова Итуруп[25], Матуа[26][27])(12 ПУ), в составе 520-й отдельной береговой бригады Камчатка[28](12 ПУ).
  - СФ РФ — в составе дивизиона на Новой Земле (4 ПУ).
  - БФ РФ — в составе дивизиона в Калининградском особом районе[29](4 ПУ).

- Вьетнам: 2 комплекса / 8 ПУ[30].

- Сирия: 2 комплекса / 8 ПУ. Поставлены в конце 2011 года[31], также проводятся новые поставки[32].

Возможные эксплуатанты
- В августе 2015 года стало известно, что ведутся переговоры с представителями ВМС Венесуэлы о продаже БРК «Бастион-П» с ПКР «Яхонт»[33].